# Rudy Wijaya
Rudy Wijaya (* 22. Oktober 1972) ist ein indonesischer Badmintonspieler. 

## Karriere
Rudy Wijaya belegte bei den China Open 1995 ebenso Rang drei wie bei den Japan Open 1996. 1997 wurde er Zweiter bei den Polish International, 2007 wurde er Seniorenweltmeister.

## Sportliche Erfolge
| Saison | Veranstaltung                  | Disziplin    | Platz | Name                         |
| ------ | ------------------------------ | ------------ | ----- | ---------------------------- |
| 1995   | China Open                     | Herrendoppel | 3     | Rudy Wijaya / Tony Gunawan   |
| 1996   | Japan Open                     | Herrendoppel | 3     | Tony Gunawan / Rudy Wijaya   |
| 1996   | Asian Cup                      | Herrendoppel | 2     | Tony Gunawan / Rudy Wijaya   |
| 1997   | Polish International           | Herrendoppel | 2     | Seng Kok Kiong / Rudy Wijaya |
| 2007   | Senioren-Weltmeisterschaft 35+ | Herrendoppel | 1     | Rudy Wijaya / Herman Laksono |